# پتاسیم هگزاکلروپلاتینات
پتاسیم هگزاکلروپلاتینات (به انگلیسی: Potassium hexachloroplatinate) با فرمول شیمیایی K۲PtCl۶ یک ترکیب شیمیایی با شناسه پاب‌کم ۶۱۸۵۶ است. که جرم مولی آن ۴۸۵٫۹۹ g/mol می‌باشد. شکل ظاهری این ترکیب، جامد زرد و نارنجی است.